# Bièvres (Aisne)
Bièvres ist eine französische Gemeinde mit 80 Einwohnern (Stand 1. Januar 2022) im Département Aisne in der Region Hauts-de-France (vor 2016 Picardie). Sie gehört zum Arrondissement Laon und zum Kanton Laon-2.

## Geografie
Die Gemeinde Bièvres liegt im Nordosten des Höhenzuges Chemin des Dames, elf Kilometer südöstlich von Laon. Nachbargemeinden von Bièvres sind Montchâlons im Nordosten, Ployart-et-Vaurseine im Südosten, Chermizy-Ailles im Südwesten, Martigny-Courpierre im Westen sowie Orgeval im Nordwesten.

## Bevölkerungsentwicklung
| Jahr                       | 1962 | 1968 | 1975 | 1982 | 1990 | 1999 | 2011 | 2021 |
| Einwohner                  | 91   | 61   | 64   | 65   | 84   | 76   | 71   | 84   |
| Quellen: Cassini und INSEE |      |      |      |      |      |      |      |      |

## Sehenswürdigkeiten

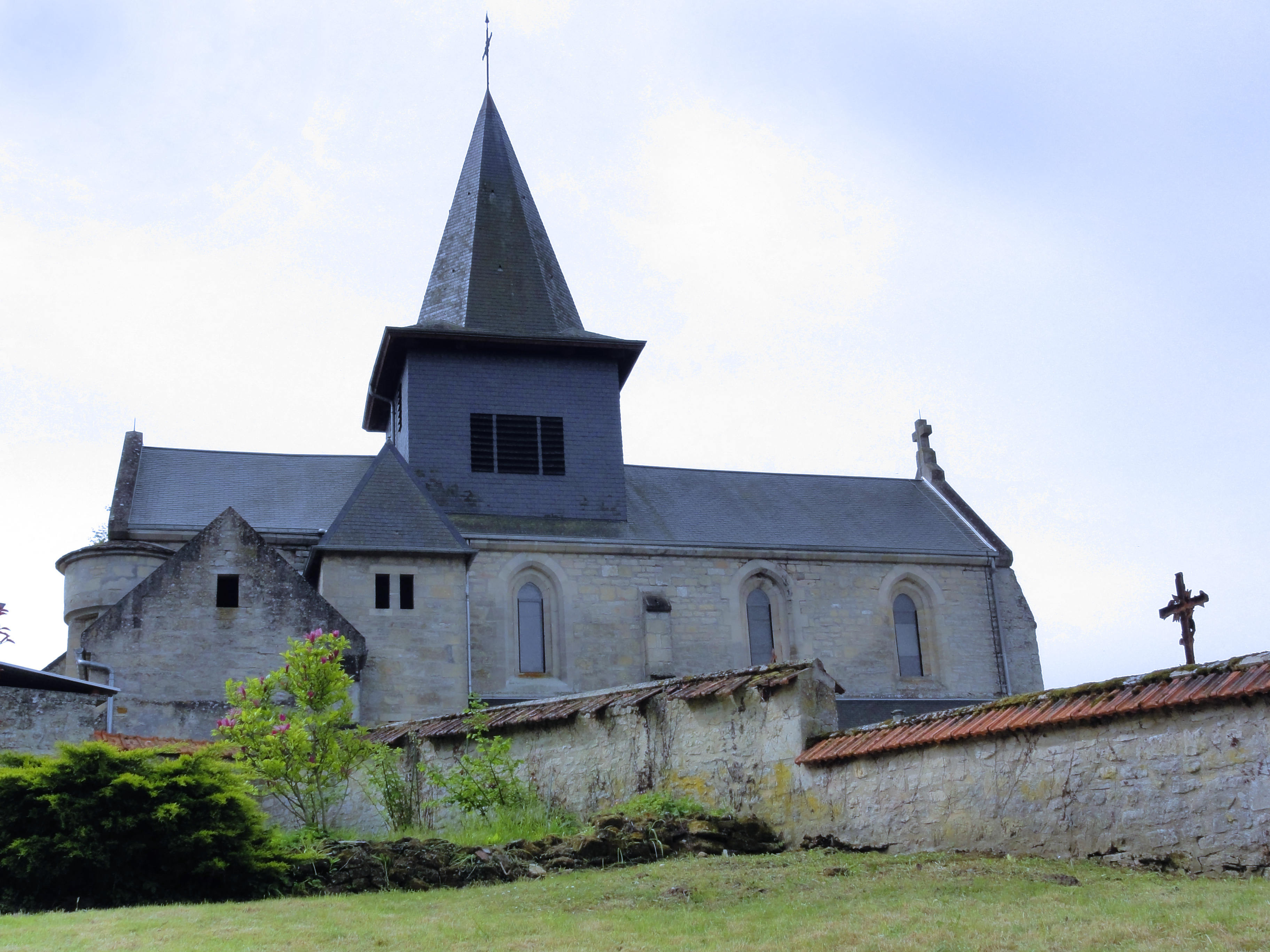
Kirche Saint-Pierre

- Kirche Saint-Pierre